# ザ・ビューティフル・サウス
ザ・ビューティフル・サウス（The Beautiful South）は、1989年に結成されたイギリスのロックバンド。親しみやすいサウンドにのせて歌われる辛辣な歌詞、男2人＋女1人というボーカルスタイルなどが特徴。本国イギリスでは、リリースされたアルバムのほとんどがトップテン入りするという、国民的人気を誇るバンドだった。2007年1月、解散を表明。

## 略歴
バンドには「前史」がある。イギリスの工業都市シェフィールド出身のポール・ヒートンが、1984年、北海に面した港町ハルでハウスマーティンズ（The Housemartins）を結成、1988年に解散するまでに2枚のオリジナル・アルバムを発表している。このバンドには後に、ビーツ・インターナショナル、フリーク・パワーなどを経て、ファットボーイ・スリムとしていまをときめくノーマン・クックも名前を連ねていた。ハウスマーティンズ解散後、ポールはこのバンドにも参加していたデイヴ・ヘミングウェイとともに、ビューティフル・サウスを結成した。

## 備考
- ポールとデイヴの男性ツイン・ボーカルは定着しているが、女性ボーカルは入れ替わりがあった。結成当初はブリアナ・コリガン、アルバム『ミアオウ』からはジャクリーン・アボット、そして『ゲイズ』からアリソン・ウィーラーとなっている。
- アルバム『クエンチ』収録の「パーフェクト10」にポール・ウェラー（元ザ・ジャム、スタイル・カウンシル）がギターで参加している。
- 前述のノーマン・クックは、アルバム『ミアオウ』収録の「フーリガンズ・ドント・フォール・イン・ラヴ」にプログラミングで参加し、また、『クエンチ』では「リズム・コンサルタント」、アルバム『ペインティング・イット・レッド』では「オープン・グルーヴ・サージェリー」 (Open Groove Surgery) として参加している。
- 1992年に来日公演を行っている。

## メンバー

### 最終ラインナップ
- ポール・ヒートン (Paul Heaton) - 男性ボーカル
- デイヴ・ヘミングウェイ (Dave Hemingway) - 男性ボーカル
- アリソン・ウィーラー (Alison Wheeler) - 女性ボーカル（三代目）
- ショーン・ウェルシュ (Sean Welch) - ベース
- デイヴ・ロザレイ (Dave Rotheray) - ギター
- デヴィッド・ステッド (David Stead) - ドラム

### 旧メンバー
- ブリアナ・コリガン (Briana Corrigan) - 女性ボーカル
- ジャクリーン・アボット (Jacqueline Abbott) - 女性ボーカル

## ディスコグラフィ

### スタジオ・アルバム
- 『ウェルカム・トゥ・ザ・ビューティフル・サウス』 - Welcome To The Beautiful South (1989年)
- 『チョーク』 - Choke (1990年)
- 『0898』 - 0898 (1992年)
- 『ミアオウ』 - Miaow (1994年)
- 『ブルー・イズ・ザ・カラー』 - Blue Is The Colour (1997年)
- 『クエンチ』 - Quench (1998年)
- 『ペインティング・イット・レッド』 - Painting It Red (2000年)
- Gaze (2003年)
- Golddiggas, Headnodders and Pholk Songs (2004年)
- 『スパービ』 - Superbi (2006年)

### コンピレーション・アルバム
- 『ザ・ベスト・オブ・ビューティフル・サウス』 - Carry On Up The Charts (1994年)
- 『ソリッド・ブロンズ - グレイテスト・ヒッツ』 - Solid Bronze:Great Hits (2001年)
- Gold (2006年)
- Soup (2007年) ※ハウスマーティンズを含む
- The BBC Sessions (2007年)
- Live At The BBC (2011年)